# Shared Love
|  | Denne artikel er oprettet af botten PalnaBot ud fra en ekstern database. Den kan derfor have sproglige fejl eller mangler. Denne skabelon kan fjernes efter kontrol af indholdet. |

Shared Love er en film instrueret af Anna Kirstine Overby Gaarde, Theis Mølstrøm Christensen.

## Handling
Det er ikke mange, der har et kamera i Sierra Leone, men det har gruppen, der kalder sig Dove Media Concepts, sparret sammen til. Lige nu er gruppen i gang med at skyde de sidste scener til filmen 'Shared Love', en film om kærlighed og utroskab i Sierra Leone. Det er emner, som filmens hovedpersoner, Thelma og Tutu, let kan relatere til, da de er enige om, at utroskab er meget udbredt i Sierra Leone. Faktisk er Tutu's egen kæreste allerede gift, så hun lever selv i et forhold med en mand, som 'deler sin kærlighed'. Tutu og Thelma deler begge drømmen om at blive kendte og succesfulde skuespillere, og de satser alt på deres karriere. De glæder sig til premieren på 'Shared Love' og håber, at det er filmen, som kommer til at skabe dem en fremtid i filmbranchen. Filmen er et varmt portræt af et par dygtige, unge skuespillere i Sierra Leone samt deres instruktør, som viser motivation, sammenhold og gå-på-mod i et land, som indtil for bare ti år siden var hærget af en af historiens uhyggeligste borgerkrige.